# ایتائوسی
ایتائوسی (به لاتین: Itaosy) یک منطقهٔ مسکونی در ماداگاسکار است که در آنالامانگا واقع شده‌است. ایتائوسی ۱۹٬۰۴۱ نفر جمعیت دارد و ۱٬۲۶۰ متر بالاتر از سطح دریا واقع شده‌است.